# Condado de Tillamook
El condado de Tillamook es uno de los 36 condados del estado estadounidense de Oregón. La sede del condado es Tillamook, al igual que su mayor ciudad. El condado tiene un área de 3.452 km² (de los cuales 597 km² están cubiertos por agua) y una población de 24.262 habitantes, para una densidad de población de 8 hab/km² (según censo nacional de 2000). Este condado fue fundado en 1853.

## Geografía

### Condados adyacentes
- Condado de Clatsop (norte)
- Condado de Washington (noreste)
- Condado de Yamhill (sureste)
- Condado de Polk (sureste)
- Condado de Lincoln (sur)

## Demografía
Para el censo de 2000, había 24.262 personas, 10.200 cabezas de familia, y 6.793 familias residiendo en el condado. La densidad de población era de 22 habitantes por milla cuadrada.
La composición racial del condado era:
- 93,86% blancos
- 0,22% negros o negros americanos
- 1,19% nativos americanos
- 0,65% asiáticos
- 0,21% isleños
- 1,89% otras razas
- 1,98% de dos o más razas.

Había 10.200 cabezas de familia, de las cuales el 24,60% tenían menores de 18 años viviendo con ellas, el 54,80% eran parejas casadas viviendo juntas, el 7,70% eran mujeres cabeza de familia monoparental (sin cónyuge), y 33,40% no eran familias.
El tamaño promedio de una familia era de 2,82 miembros.
En el condado el 22,20% de la población tenía menos de 18 años, el 6,50% tenía de 18 a 24 años, el 23,50% tenía de 25 a 44, el 28,00% de 45 a 64, y el 19,80% eran mayores de 65 años. La edad promedio era de 44 años. Por cada 100 mujeres había 100,40 hombres. Por cada 100 mujeres mayores de 18 años había 98,10 hombres.

## Economía
Los ingresos medios de una cabeza de familia del condado eran de USD$34.269 y el ingreso medio familiar era de $40.197. Los hombres tenían unos ingresos medios de $31.509 frente a $21.555 de las mujeres. El ingreso per cápita del condado era de $19.052. El 8,10% de las familias y el 11,40% de la población estaban debajo de la línea de pobreza. Del total de gente en esta situación, 13,40% tenían menos de 18 y el 8,10% tenían 65 años o más.

## Localidades

### Ciudades incorporadas
| - Bay City - Garibaldi - Manzanita - Nehalem | - Rockaway Beach - Tillamook - Wheeler |

### Lugares designados por el censo
| - Bayside Gardens - Beaver - Cape Meares - Cloverdale | - Hebo - Neskowin - Netarts | - Oceanside - Pacific City |